# Sawit Hulu
Sawit Hulu is een bestuurslaag in het regentschap Langkat van de provincie Noord-Sumatra, Indonesië. Sawit Hulu telt 3770 inwoners (volkstelling 2010).